# Igor Stefanović
Igor Stefanović (in serbo Игор Стефановић?; Svrljig, 17 luglio 1987) è un calciatore serbo, portiere del Leixões.

## Palmares

### Club

#### Competizioni nazionali
- Coppa di Lega portoghese: 1

Moreirense: 2016-2017